# Сютивиермянйоки
Сютивиермянйоки — река в России, протекает по Суоярвскому району Карелии.

## Общие сведения
Впадает в озеро Корпиярви, из которого вытекает река Канавайоки. Длина реки составляет 24 км, площадь водосборного бассейна 93 км². В 3 км от устья, по правому берегу реки, в неё впадает Мутанен.
Протекает через озёра Иля-Миэлунъярви и Ала-Миэлунъярви.

## Фотографии
|  |  |

## Данные водного реестра
По данным государственного водного реестра России относится к Балтийскому бассейновому округу, водохозяйственный участок реки — Водные объекты бассейна оз. Ладожское без рр. Волхов, Свирь и Сясь, речной подбассейн реки — Нева и реки бассейна Ладожского озера (без подбассейна Свирь и Волхов, российская часть бассейнов). Относится к речному бассейну реки Нева (включая бассейны рек Онежского и Ладожского озера).
Код объекта в государственном водном реестре — 01040300212102000010900.